# UCI Oceania Tour 2005
Die UCI Oceania Tour ist der vom Weltradsportverband UCI zur Saison 2005 eingeführte ozeanische Straßenradsport-Kalender unterhalb der UCI ProTour.
Die Eintagesrennen und Etappenrennen der UCI Oceania Tour sind in drei Kategorien (HC, 1 und 2) eingeteilt.

## Endstand
| Platz | Fahrer             | Punkte |
| ----- | ------------------ | ------ |
| 1.    | Robert McLachlan   | 85     |
| 2.    | William Walker     | 70     |
| 3.    | Peter Latham       | 62     |
| 4.    | Matthew Lloyd      | 61     |
| 5.    | Paride Grillo      | 42     |
| 6.    | Paul Crake         | 40     |
| 7.    | Fraser MacMaster   | 37     |
| 8.    | David McPartland   | 34     |
| 9.    | Simon Gerrans      | 29     |
| 10.   | Christopher Sutton | 25     |

| Platz | Team                           | Punkte |
| ----- | ------------------------------ | ------ |
| 1.    | MG XPower-Bigpond              | 105    |
| 2.    | Rabobank Continental           | 70     |
| 3.    | Ceramica Panaria-Navigare      | 61     |
| 4.    | AG2R Prévoyance                | 50     |
| 5.    | Graz Corratec                  | 40     |
| 6.    | Volksbank Leingruber Ideal     | 37     |
| 7.    | Tenax-Nobili Rubinetterie      | 34     |
| 8.    | Navigators Insurance           | 28     |
| 9.    | Cofidis                        | 25     |
| 10.   | Kodakgallery.com-Sierra Nevada | 20     |

| Platz | Nation     | Punkte |
| ----- | ---------- | ------ |
| 1.    | Australien | 1381   |
| 2.    | Neuseeland | 407    |

## Januar
| Datum   | Rennen             | Kat. | Sieger                | Team            |
| ------- | ------------------ | ---- | --------------------- | --------------- |
| 18.–23. | Tour Down Under    | 2.HC | Luis León Sánchez Gil | Liberty Seguros |
| 26.–30. | Tour of Wellington | 2.2  | Matthew Lloyd         |                 |